# Pseudautomeris metea
Pseudautomeris metea är en fjärilsart som beskrevs av Pieter Cramer 1781. Pseudautomeris metea ingår i släktet Pseudautomeris och familjen påfågelsspinnare. Inga underarter finns listade i Catalogue of Life.

## Bildgalleri

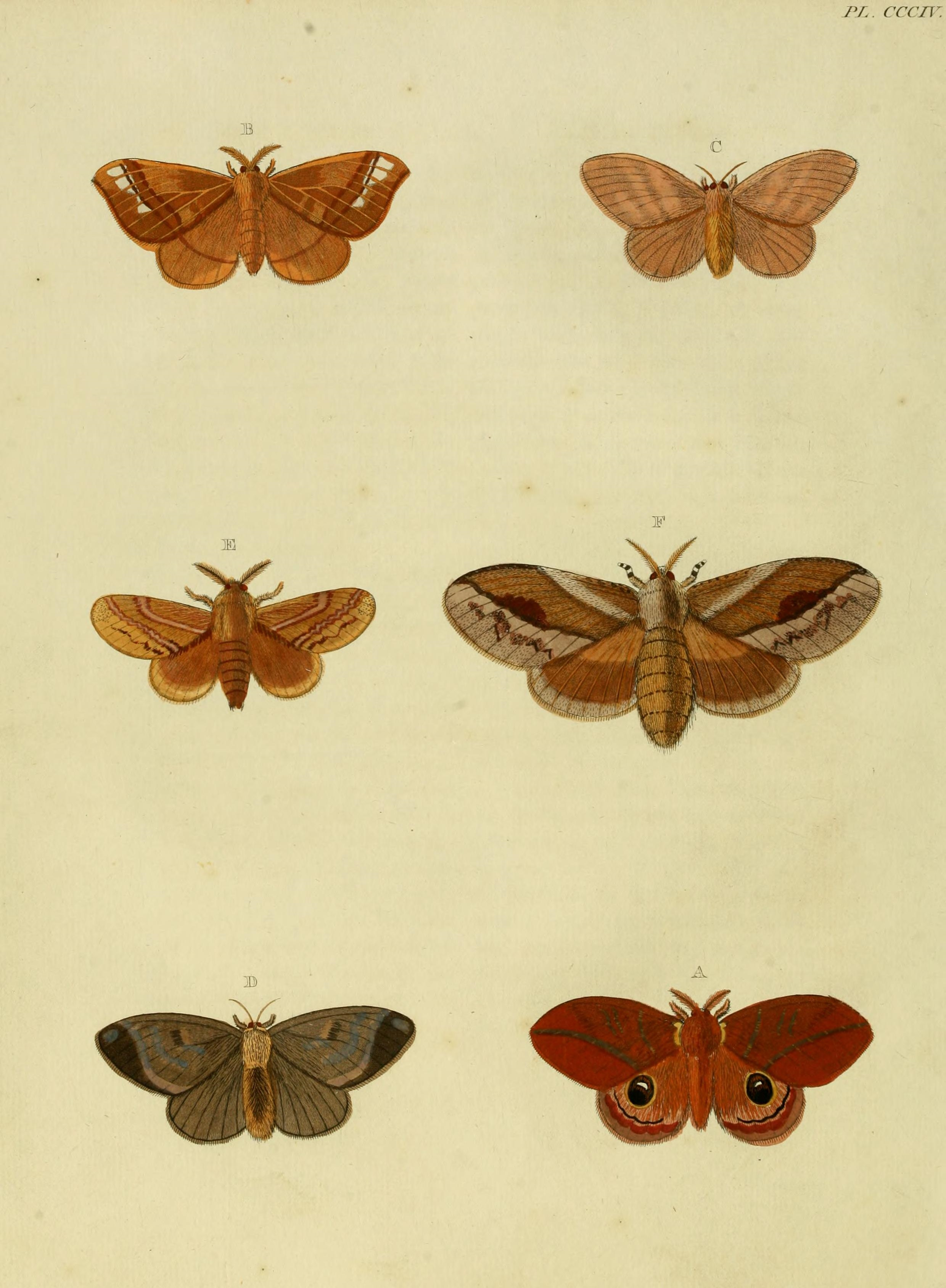